# Anomala mutabilis
Anomala mutabilis är en skalbaggsart som beskrevs av Ohaus 1897. Anomala mutabilis ingår i släktet Anomala och familjen Rutelidae. Inga underarter finns listade i Catalogue of Life.